# Charity Basaza Mulenga
Charity Basaza Mulenga là một kỹ sư điện và nhà quản trị giáo dục người Uganda. Bà là Phó Hiệu trưởng sáng lập (2011-2016) của Đại học Quốc tế St. Augustine (SAIU), một tổ chức tư nhân của giáo dục đại học mà Hội đồng Quốc gia Uganda về Giáo dục đại học đã công nhận vào năm 2011.

## Bối cảnh và giáo dục
Bà được sinh ra vào khoảng năm 1979 tại quận Kisoro ở vùng phía Tây của Uganda.
Mulenga học kỹ thuật điện tại Đại học Makerere, trường đại học công lập lớn nhất và lâu đời nhất ở Uganda, tốt nghiệp Cử nhân Khoa học năm 2001. Thạc sĩ Khoa học về hệ thống truyền thông kỹ thuật số được trao bởi Đại học Loughborough năm 2004. Bà cũng có bằng Tiến sĩ về Triết học về kỹ thuật điện và điện tử, được trao vào năm 2010 bởi Đại học Loughborough.

## Kinh nghiệm làm việc
Năm 2001, Mulenga gia nhập MTN Uganda với vai trò là kỹ sư lập kế hoạch chuyển đổi. Năm 2003, bà rời trường để theo đuổi bằng Thạc sĩ Khoa học tại Vương quốc Anh về học bổng của Hội đồng Anh. Bà trở về Uganda năm 2005 và tham gia Khoa Máy tính và Công nghệ thông tin tại Đại học Makerere với tư cách là điều phối viên nghiên cứu. Trong khi đó, bà đã nhận được một học bổng khác để theo đuổi tiến sĩ. Lĩnh vực nghiên cứu của bà là ăng-ten và mô hình điện từ. Trong thời gian này, bà được bổ nhiệm làm trợ lý giảng viên trong cùng một khoa tại Đại học Makerere. Năm 2009, bà được bổ nhiệm làm phó hiệu trưởng tại SAIU. Từ năm 2011 đến năm 2016, bà là Phó Hiệu trưởng SAIU. Bà là thành viên của Hội đồng Đại học của trường SAIU.